# Sredez (Oblast Burgas)
Sredez (bulgarisch Средец) ist eine Kleinstadt in der Gemeinde Sredez in der bulgarischen Oblast Burgas. Im Jahr 2011 hatte sie 8759 Einwohner.

## Geografie
Die Stadt befindet sich in der Nähe des Mandra-Sees an einem nördlichen Ausläufer des Strandscha-Gebirges und rund 30 km südwestlich der viertgrößten bulgarischen Stadt Burgas.

## Geschichte

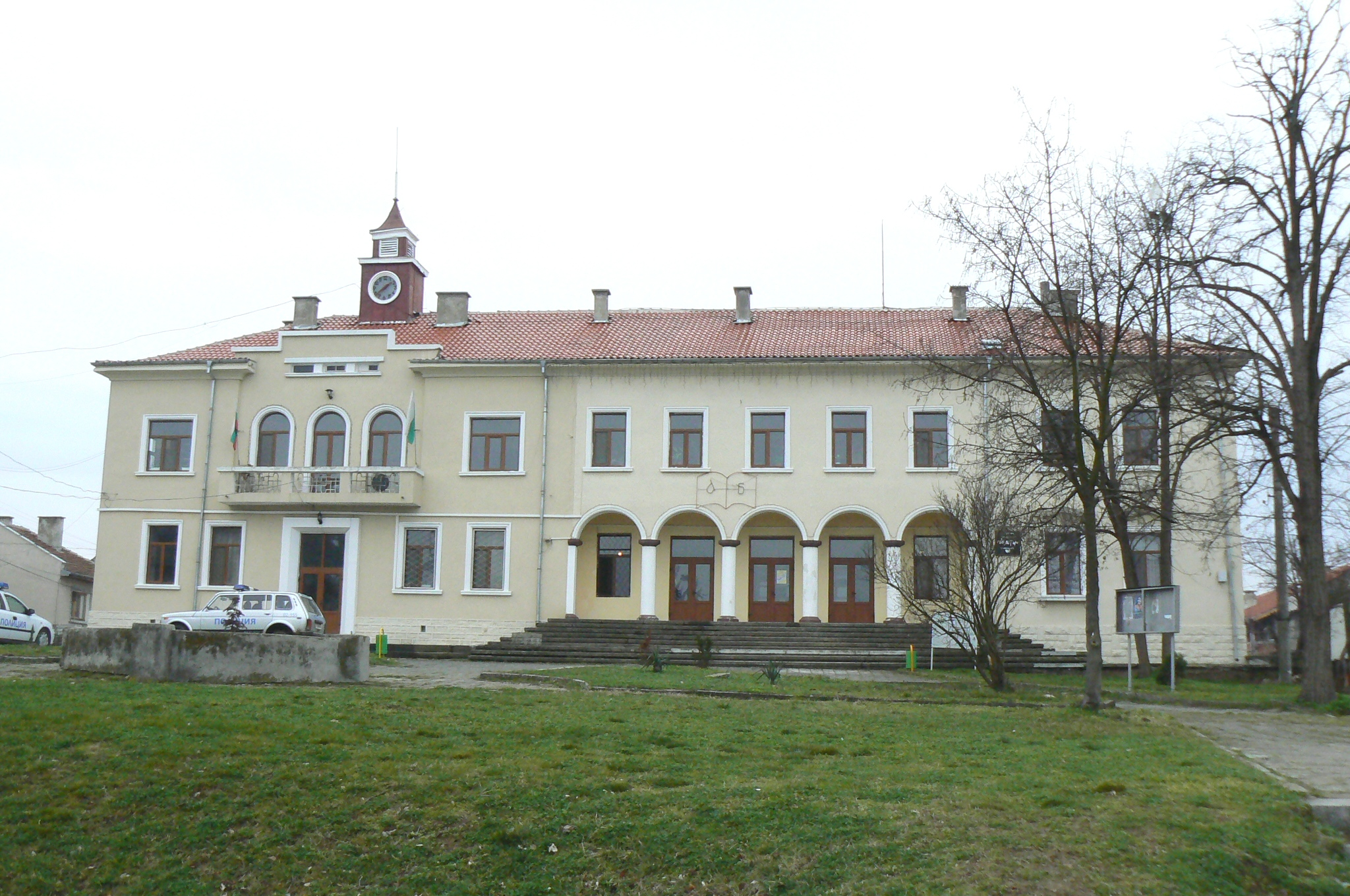
Tschitalischte „Probuda“

Bis 1934 trug die das heutige Sredez den Namen Karabunar. Unter der Regierung von Kimon Georgiew wurde die Stadt in Sredez umbenannt. 1950 wurde die Stadt nach dem bulgarischen Kommunistenführer Todor Grudow in Grudowo umbenannt. Seit 1960 verfügt sie über den Stadtstatus. In den 1990er Jahren, nach dem Sturz der Kommunisten, bekam die Stadt ihren Namen Sredez zurück.
In den 1970er und 1980er Jahren wurde nah der Stadt der einzige bulgarische Hersteller von Bewehrungselementen aus Rippenstahl, die Prometsteel AG gebaut, das heute dem Steel Neva Consortium gehört.
Seit 2015 ist der Ort einer der Namensgeber für den Sredets Point, einer Landspitze an der Südostküste von Smith Island in der Antarktis.

## Persönlichkeiten
- Nikolaj Petrow (* 1959), Politiker, Mediziner und Generalmajor